# Lisa Lu

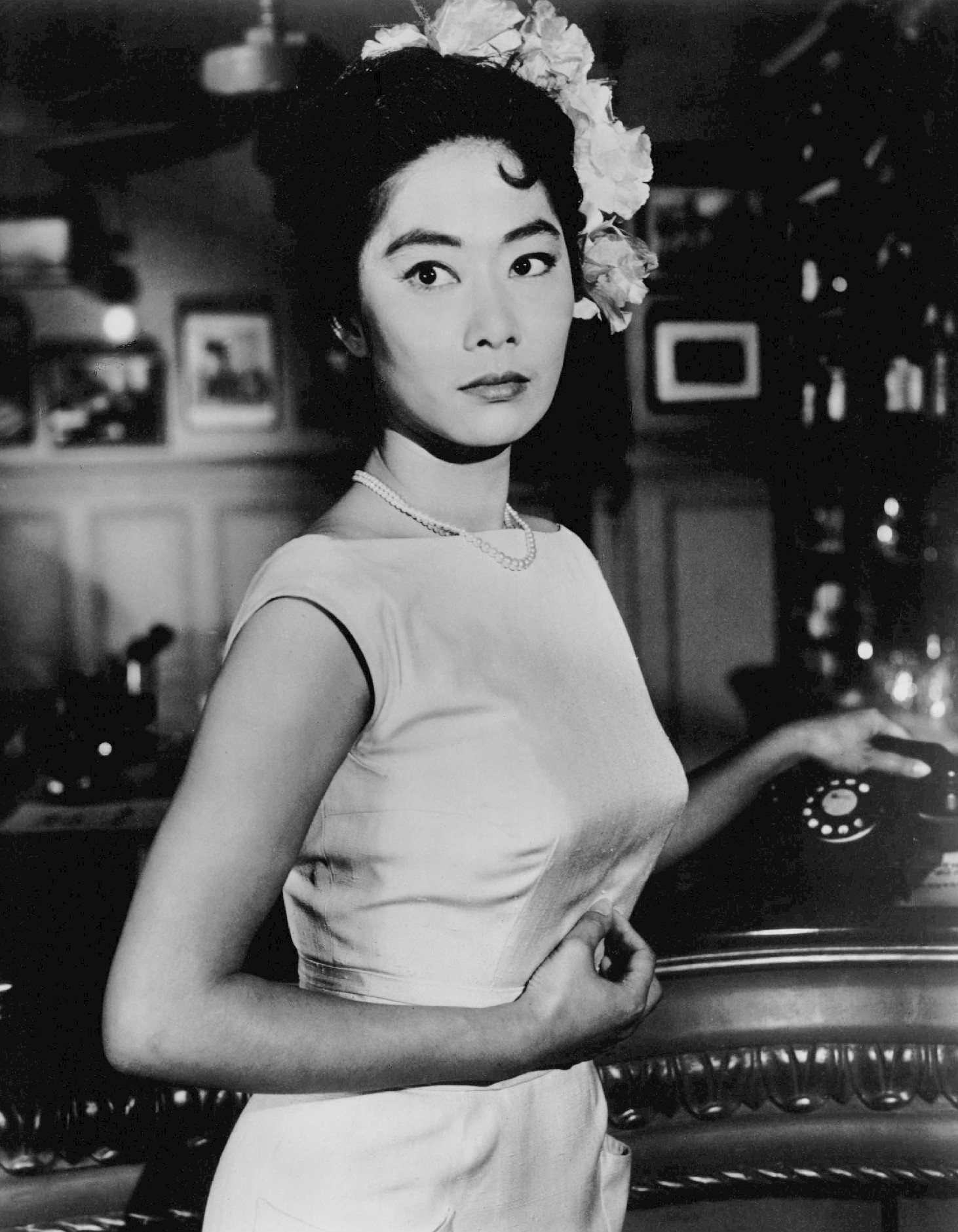
Lisa Lu, 1960

Lisa Lu, född 19 januari 1927 i Beiping  i Republiken Kina (nu Peking i Folkrepubliken Kina), är en kinesisk-amerikansk skådespelare som medverkat i filmer för bio och TV sedan 1958 och som ännu (2023) ännu är verksam.

## Filmografi
| År   | Titel                                      | Roll                       |
| 1958 | Uppror i Kina                              | Tulips (ej krediterad)     |
| 1960 | Explosivt uppdrag                          | madame Sue-Mei Hung        |
| 1961 | Revansch                                   | Mei-Mei (okrediterad)      |
| 1962 | Det blodiga guldet                         | Ming Kwai                  |
| 1962 | The Cheyenne Show - "Pocket Full of Stars" | Mei Ling                   |
| 1962 | Womanhunt                                  | Li Sheng                   |
| 1970 | The Arch                                   |                            |
| 1972 | The 14 Amazons                             |                            |
| 1973 | Terror i vaxkabinettet                     | Madame Yang                |
| 1975 | The Empress Dowager                        | änkekejsarinnan Cixi       |
| 1976 | The Last Tempest                           | änkekejsarinnan Cixi       |
| 1977 | Demon Seed                                 | Soong Yen                  |
| 1979 | Saint Jack - kungen av Singapore           | Mrs Yates                  |
| 1982 | Hammett                                    | fröken Camerons assistent  |
| 1982 | Don't Cry, It's Only Thunder               | Sister Marie               |
| 1983 | Sewing Woman                               | berättarröst               |
| 1986 | Tai-Pan                                    | Ah Gip                     |
| 1986 | Den kinesiska handen                       | Rose                       |
| 1987 | Den siste kejsaren                         | änkekejsarinnan Cixi       |
| 1993 | Joy Luck Club                              | An Mei                     |
| 1993 | Temptation of a Monk                       | Shi's Mother               |
| 1994 | I Love Trouble                             | Virginia Harvey            |
| 1998 | Blindness                                  | Mrs. Hong                  |
| 2000 | Sworn Revenge                              | Ling                       |
| 2002 | Tomato and Eggs                            | Mrs. Wang                  |
| 2005 | Beauty Remains                             | Woman Gambler              |
| 2006 | The Postmodern Life of My Aunt             | Mrs Shui                   |
| 2007 | Invisible Target                           | Ho's Grandma               |
| 2007 | Lust, Caution                              | Wongs tants mahjongpartner |
| 2009 | Dim Sum Funeral                            | Dim Sum Funeral            |
| 2009 | 2012                                       | farmor Sonam               |
| 2010 | Apart Together                             | Qiao Yu-e                  |
| 2018 | Crazy Rich Asians                          | Ah Ma                      |